# Jonesville (Louisiana)
Jonesville és una població dels Estats Units a l'estat de Louisiana. Segons el cens del 2000 tenia 2.469 habitants.

## Demografia
Segons el cens del 2000, Jonesville tenia 2.469 habitants, 916 habitatges, i 620 famílies. La densitat de població era de 499,1 habitants/km².
Dels 916 habitatges en un 36% hi vivien nens de menys de 18 anys, en un 34,7% hi vivien parelles casades, en un 28,2% dones solteres, i en un 32,3% no eren unitats familiars. En el 28,7% dels habitatges hi vivien persones soles l'11,6% de les quals corresponia a persones de 65 anys o més que vivien soles. El nombre mitjà de persones vivint en cada habitatge era de 2,57 i el nombre mitjà de persones que vivien en cada família era de 3,15.
Per edats la població es repartia de la següent manera: un 29,5% tenia menys de 18 anys, un 9,3% entre 18 i 24, un 26,2% entre 25 i 44, un 18,7% de 45 a 60 i un 16,3% 65 anys o més.
L'edat mediana era de 35 anys. Per cada 100 dones de 18 o més anys hi havia 74,5 homes.
La renda mediana per habitatge era de 18.622 $ i la renda mediana per família de 23.462 $. Els homes tenien una renda mediana de 21.139 $ mentre que les dones 18.482 $. La renda per capita de la població era de 10.173 $. Entorn del 31,1% de les famílies i el 36,8% de la població estaven per davall del llindar de pobresa.

## Poblacions més properes
El següent diagrama mostra les poblacions més properes.